# John Prine (album)
| Recensione                        | Giudizio     |
| --------------------------------- | ------------ |
| AllMusic                          | [ 1 ]        |
| Robert Christgau                  | A            |
| The New Rolling Stone Album Guide | [ 3 ]        |
| Sputnikmusic                      | 4.5 (Superb) |
| Piero Scaruffi                    | [ 5 ]        |
| Dizionario del Pop-Rock           | [ 6 ]        |
| 24.000 dischi                     | [ 7 ]        |

John Prine è il primo album del cantautore country-folk statunitense John Prine, pubblicato dalla Atlantic Records nel novembre del 1971.

## Tracce
Brani composti da John Prine.

### LP
Lato A
1. Illegal Smile – 3:10 – Registrato al American Recording Studios di Memphis, TN, 8 luglio 1971
2. Spanish Pipedream – 2:37 – Registrato al American Recording Studios di Memphis, TN, 8 luglio 1971
3. Hello in There – 4:29 – Registrato al American Recording Studios di Memphis, TN, 8 luglio 1971
4. Sam Stone – 4:14 – Registrato al American Recording Studios di Memphis, TN, 8 luglio 1971
5. Paradise – 3:10 – Registrato al A&R Studios di New York City, New York, 25 maggio 1971
6. Pretty Good – 3:36 – Registrato al American Recording Studios di Memphis, TN, 8 luglio 1971

Lato B
1. Your Flag Decal Won't Get You into Heaven Anymore – 2:51 – Registrato al American Recording Studios di Memphis, TN, 8 luglio 1971
2. Far from Me – 3:38 – Registrato al American Recording Studios di Memphis, TN, 8 luglio 1971
3. Angel from Montgomery – 3:43 – Registrato al American Recording Studios di Memphis, TN, 8 luglio 1971
4. Quiet Man – 2:50 – Registrato al American Recording Studios di Memphis, TN, 8 luglio 1971
5. Donald and Lydia – 4:27 – Registrato al American Recording Studios di Memphis, TN, 8 luglio 1971
6. Six O'Clock News – 2:49 – Registrato al American Recording Studios di Memphis, TN, 8 luglio 1971
7. Flashback Blues – 2:33 – Registrato al American Recording Studios di Memphis, TN, 8 luglio 1971

## Musicisti
Illegal Smile / Spanish Pipedream / Hello in There / Sam Stone / Pretty Good / Your Flag Decal Won't Get You into Heaven Anymore / Far from Me / Angel from Montgomery / Quiet Man / Donald and Lydia e Six O'Clock News
- John Prine - voce, chitarra acustica
- Reggie Young - chitarra solista
- Leo LeBlanc - chitarra pedal steel
- John Christopher - chitarra ritmica
- Bobby Emmons - organo
- Bobby Wood - pianoforte
- Mike Leach - basso
- Gene Chrisman - batteria
- Bishop Heywood - percussioni

Paradise
- John Prine - voce solista, chitarra acustica
- Steve Goodman - armonie vocali, chitarra acustica
- Dave Prine - fiddle
- Neal Rosengarden - basso

Flashback Blues
- John Prine - voce, chitarra acustica
- Steve Goodman - chitarra acustica
- Noel Gilbert - fiddle
- Mike Leach - basso
- Bishop Heywood - batteria
- Gene Chrisman - tamburello

Note aggiuntive
- Arif Mardin - produttore
- Stan Kesler - ingegnere del suono
- Dale Smith - assistente ingegnere del suono
- Barry Feinstein e Tom Wilkes - fotografia e design copertina album originale
- Tutti i brani registrati al American Recording Studios di Memphis, Tennessee, eccetto Paradise inciso al A&R Studios di New York City, New York[9]

## Classifica
Album
| Anno | Classifica    | Posizione raggiunta |
| ---- | ------------- | ------------------- |
| 1972 | Billboard 200 | 154                 |